# Gunnar Kaiser
Gunnar Kaiser (* 1976 in Köln; † 12. Oktober 2023) war ein deutscher Schriftsteller, freier Journalist und Webvideoproduzent. Seine kritischen Beiträge vor allem während der Covid 19-Pandemie waren umstritten. Neben zwei Sachbüchern, die Plätze auf Bestsellerlisten erreichten, schrieb er den Roman Unter der Haut, der in mehrere Sprachen übersetzt wurde.

## Leben
Gunnar Kaiser studierte Philosophie, Germanistik und Romanistik an der Universität zu Köln, absolvierte ein Lehramtsreferendariat und arbeitete anschließend als Lehrer für Deutsch und Philosophie in Bonn und Köln. Zuletzt war er am Friedrich-Ebert-Gymnasium in Bonn tätig. 2021 gab er den Lehrerberuf auf, um sich seiner publizistischen Tätigkeit zu widmen.
Ab 2001 schrieb er Beiträge für den Schweizer Monat, die Neue Zürcher Zeitung, Die Welt, Jüdische Allgemeine, taz, Berliner Zeitung, StadtRevue und literaturkritik.de. Außerdem schrieb er für den 2010 eingestellten Rheinischen Merkur.
2022 erkrankte Kaiser an einem Krebsleiden, dem er 2023 erlag. Seine Grabstätte befindet sich auf dem Kölner Melaten-Friedhof.
Die Publizistin Heike-Melba Fendel ist Kaisers Halbschwester.

## Literarisches Werk

### Roman „Unter der Haut“ (2018)
Gunnar Kaisers Roman Unter der Haut erschien 2018 im Piper Verlag. Er wurde unter anderem ins Französische (Dans la peau), Griechische (Kátō apó to dérma), Italienische (Nella pelle), Spanische (Bajo la piel) und Türkische (Derinin altında) übersetzt.
Der Romanerstling erzählt in drei Teilen die Geschichte des Studenten Jonathan Rosen, der die Verführungskünste erlernen möchte, und seines Verführers und Mentors Josef Eisenstein. Im New York des Jahres 1969 führt der lebenserfahrene und bibliophile, zugleich aber geheimnisvolle und neurotische Eisenstein den naiven Studenten der Literatur in die Abenteuer der Liebe ein. Der narzisstische Übervater macht den Studenten völlig von sich abhängig und manipuliert ihn nach seinen Wünschen. Im Laufe der 500 Seiten umfassenden Darstellung wird die Vorgeschichte Eisensteins aufgeklärt.

Christoph Schröder konstatierte in seiner Rezension im SWR2 Lesenswert Magazin vom 17. Mai 2018, der Autor blase seinen „sinistren Helden“ zu einer diabolischen Figur auf und scheue dabei auch nicht die Kolportage. Eine Vielzahl von „Schauer- und Trash-Elementen“ würden zusammengerührt. Kaiser lasse keinen Knalleffekt und auch keine Geschmacklosigkeit aus. Am Ende exkulpiere sich der Autor selbst, indem er in einer Reflexion über Literatur und Wahrheit die Trivialität der Romanhandlung dem Helden selbst zuschreibt.
Die zum Teil an Trivialromane erinnernde Rollenprosa, die wir über knapp 500 Seiten gelesen haben, soll, so suggeriert es die Auflösung, auch genau das gewesen sein – ein Trivialroman. Das allerdings ändert nichts daran, dass man, um das zu erfahren, diesen „Schmonzes“, um den Autor selbst zu zitieren, erst einmal durchlesen muss, diese Mischung aus Pathos, Größenwahn und banalen Lebensweisheiten. Eine lange Nase hat Kaiser uns am Ende gedreht. Er dürfte daran mehr Freude gehabt haben als seine Leser.
Cornelia Wolter schrieb in der NRZ, im Roman gehe es um Schöngeistiges, klassische Musik und Popmusik, Bücher und die Kunst der Buchbinderei. Josef Eisenstein wirke zuweilen „wie eine Kopie von Patrick Süskinds Jean-Baptiste Grenouille“. „Dass die erste Frau, mit der Jonathan Rosen schläft, ausgerechnet Gretchen heißt und die Rolle von Eisenstein als Faust’scher Mephisto damit gleich manifestiert wird, wirkt etwas zu dick aufgetragen, auch wenn es sich später aufklärt.“
Werner Schandor rezensierte in der Wiener Zeitung, der Roman sei ein „….literarisches Schwergewicht, opulent und gelehrt wie Umberto Ecos Der Name der Rose, von verstörender Schönheit wie Patrick Süskinds Das Parfüm und rotzig-trotzig erzählt wie Philip Roths Portnoys Beschwerden.“ Kaisers Schilderungen seien „dreidimensional und lebendig“. Kapitel für Kapitel tauche man tiefer in sehr unterschiedliche Welten ein: zum einen die Metropole New York im Zeichen der sexuellen Befreiung auf dem Höhepunkt der Flower-Power-Ära, zum anderen die untergehende jüdische Welt von Berlin im Dritten Reich. Ebenso beeindruckend sei das Wissen um die „Schwarze Kunst“ und seine Schilderung obskurer Sammlerkreise. Der Autor wird als wortgewandt und stilsicher bewertet, „nur selten – etwa bei der Charakterisierung von Eisensteins Helfer, einer Mischung aus Quasimodo und Silas, dem Killer aus Dan Browns „Sakrileg“ – trägt Kaiser etwas dick auf.“
Janet Kinnert empfahl den Roman in Kultur24.berlin als „unterhaltendes Konglomerat an Jean- Baptiste Grenouille aus Süskinds Das Parfum, ein Hauch von Das Schweigen der Lämmer und eine Hinwendung in das Berlin der 1990er.“

In l'Opinion rezensierte Bernard Quiriny, Kaiser mische den Initiationsroman mit bibliophiler Fantasie, den Thriller mit dem historischen Fresko. Der Leser tauche manchmal in das Manhattan von Philip Roth ein und beginne manchmal eine beliebte Saga a la Carlos Ruiz Zafon.
„Man fragt sich, ob er einen Kurs im Sinn hat oder ob er dem Faden seiner Inspiration folgt. Ein paar gute Striche, um hundert Seiten oder mehr zu eliminieren, hätten das Volumen leichter verdaulich und weniger verwirrend gemacht.“
Gabriele Lueger bezeichnete Kaisers Roman als den definitiven Roman „für alle bibliophilen Schöngeister, Freidenker und Genießer anspruchsvoller, gut gemachter Literatur, die einen sehr gut unterhält, aber weit davon entfernt ist, bloß Unterhaltungsliteratur zu sein.“

### Weitere Veröffentlichungen
In Literaturzeitschriften erschienen Kurzgeschichten und Gedichte von Kaiser [Beleg?]. Daneben betrieb er den Kultur-Blog KaiserTV. Zunächst standen literarische und philosophische Themen im Mittelpunkt. Rezensionen verfasste er unter anderem für Literaturkritik.de.
Das Ende Januar 2022 im Rubikon Verlag erschienene Sachbuch Der Kult, das die angebliche Wandlung Deutschlands zu einem totalitären Staat mittels der Coronamaßnahmen beschreibt, erreichte im Februar 2022 in der Rubrik Sachbuch (Paperback) Platz 2 der Spiegel-Bestsellerliste und Platz 1 auf der Bestsellerliste des Börsenblatts. Mitte März 2022 folgte das impfkritische Sachbuch Ethik des Impfens im Europa Verlag, das kurz darauf Platz 15 der Spiegel-Bestsellerliste in der Rubrik Sachbuch/Hardcover belegte.
Posthum erschien 2024 das Werk Die Abschaffung des Menschen: Wie das Metaversum uns überflüssig macht.

## YouTube-Kanal
Auf seinem YouTube-Kanal KaiserTV veröffentlichte er mehrere Videos pro Woche. Der Kanal hatte 2022 etwa 258.000 Abonnenten. Am 10. Juli 2021 wurde der Kanal ohne genaue Begründung gesperrt. Am 13. Juli erließ die 28. Zivilkammer des Landgerichts Köln eine einstweilige Verfügung gegen die Sperre; YouTube müsse Verstöße gegen Richtlinien konkret aufschlüsseln.

## Kontroversen
Während der COVID-19-Pandemie vertrat Kaiser eine regierungskritische Position, zu seinem Auftritt auf einer Demonstration in München am 26. Juni 2020 kommentierte Sabine Buchwald (Süddeutsche Zeitung), Kaiser baue ein Bedrohungsszenario auf. Er behaupte, man wolle „den Menschen als freies und vernunftbegabtes Wesen abschaffen“. Er habe insbesondere „die Intellektuellen“ zum Widerstand gegen „Repression“ und den „Imperativ der Technik“ aufgerufen.
In einer Kontroverse vom November 2020 warf Kaiser Mai Thi Nguyen-Kim von MaiLab vor, ihre Annahme, in der Wissenschaft gäbe es einen Konsens, sei ein typischer Fehlschluss der technokratischen Weltanschauung: „Wissenschaft lebt von Dissens, nicht von Konsens“.

### Appell für freie Debattenräume
Milosz Matuschek (NZZ und Schweizer Monat) attestierte Gunnar Kaiser, er haben den Widerspruch der Maßnahmen hinsichtlich Beerdigungen, Schulen, Unternehmen und Restaurants gegenüber den Antirassismus-Demonstrationen im Juni 2020 auf den Punkt gebracht. Es sei ein kolossales Eigentor zugunsten der geschmähten Skeptiker gewesen, die sich zu Recht fragen, wie gefährlich denn dann das Virus wirklich sei.
Als Beitrag zum Thema Cancel Culture verfasste Kaiser gemeinsam mit Matuschek am 1. September 2020 den Appell für freie Debattenräume, der ihn einem breiteren Publikum bekannt machte. Philipp Bovermann und Felix Stephan bezeichneten in der Süddeutschen Zeitung am 29. September 2020 den Brief zum Aufruf der Unterzeichnung des Appells als „obskur“. Der Brief, der unter deutschsprachigen Künstlern, Akademikern, Intellektuellen die Runde mache, zeichne „ein düsteres Bild vom Zustand der Öffentlichkeit mit Einsatz alarmistischer Theatralik.“ Unter dem Titel Korridore für geäußerte Meinung werden immer enger stellte  die Tagespost am 5. November die Gründe Kaisers für den Appell in einem Interview mit Martin Wind näher dar.

## Rezeption und Kritik

### Mediale Rezeption

#### Ablehnend
Die der FDP nahestehende Friedrich-Naumann-Stiftung distanzierte sich von Gunnar Kaiser, nachdem sie ihn ursprünglich als Moderator hatte gewinnen wollen. In der NZZ vom 23. Dezember 2020 diskutierte Kaiser mit dem Stiftungsvorsitzenden Karl-Heinz Paqué über den Vorwurf der Nähe zu Verschwörungstheorien. Paqué bescheinigte Kaiser, er bewege sich mit seiner Kritik am angeblichen Plan eines «Great Reset» habe er weit jenseits der liberalen Demarkationslinie Martin Rhonheimer beschreibt im Rückblick kritische Rückmeldungen zu Paqué in den Leserkommentaren und berichtet über Kaisers Gegendarstellung. In dem Punkt der Bedeutung der Grundrechte und ihrer Gefährdung durch die Lockdowns stimmt er Kaiser zu.
Mladen Gladic (Die Welt) warf Kaiser am 29. Januar 2021 vor, eine rote Linie überschritten zu haben. Kaiser habe auf Facebook die Frage hinsichtlich der Corona-Pandemie gepostet, ob ältere Menschen ein paar Lebensjahre mehr verdient hätten, wenn sie die Einschränkungen anderer und ihre desaströsen Konsequenzen „hinnehmen und freudig akzeptieren“.
In einem Artikel des Tagesspiegel vom 21. Mai 2021 verglichen Andreas Busche und Hannes Soltau in Zusammenarbeit mit Antischwurbler den „rechten Libertären“ Kaiser und Paul Brandenburg und analysierten ein Gespräch beider zum Thema Grundrechtseinschränkungen im Vorfeld der Video-Aktion „Alles Dichtmachen“. Bei beiden liefe es oft auf den „Punkt“ hinaus, dass Menschenleben gegen Freiheitsrechte „ausgespielt“ würden.
Sabine Buchwald (SZ) charakterisierte Kaiser anlässlich seines Auftritts bei einer Protestveranstaltung auf dem Königsplatz am 27. Juni 2020: Der Philosoph und Publizist habe ein Bedrohungsszenario aufgebaut: Man wolle den Menschen als freies und vernunftbegabtes Wesen abschaffen. Kaiser habe zu mehr Widerstand, besonders der Intellektuellen aufgerufen, gegen die von ihm wahrgenommene Repression und den „Imperativ der Technik“ (Zitat).
Die Quarks Science Cops vom WDR (deutsch Wissenschaftspolizisten) „ermittelten“ am 17. Juli 2021 im „Fall Kaiser.“ Kaiser ist in ihrem Ergebnis „am Ende nur das intellektuelle Feigenblatt einer Gemeinschaft, die sich von wissenschaftlicher Evidenz verabschiedet hat.“ Die Science Cops vom WDR bezogen sich in ihrem Beitrag auf Kaisers Kritik am Tragen von Masken, an den Maßnahmen der Regierung, dem PCR-Test und auf seine Medienkritik.

#### Zustimmend
Hans-Jürgen Jakobs (Handelsblatt) konstatierte am 13. Mai 2021, die „Deformation der Debattenkultur“ sei der vielleicht bedrohlichste Kollateralschaden dieser Krise. „Sie sorgt dafür, dass wesentliche Pfeiler unseres Systems brüchig werden.“ Polarisierung, Aggression und Hysterisierung seien die Merkmale dieser Fehlentwicklung. In der Welt der „normierten Mittelstandsgesellschaft“ wolle niemand stigmatisiert werden. Dagegen stünden Milosz Matuschek und Gunnar Kaiser mit ihrem Aufruf für freie Debattenräume.
Martin Rhonheimer (NZZ) charakterisierte Kaiser im Dezember 2021 als einen seit Jahren bekannten Verteidiger der politischen und wirtschaftlichen Freiheit und als Kritiker kulturrevolutionärer Programme, wie sie von Anhängern der Neuen Rechten, insbesondere der identitären Bewegung, verbreitet würden.  Im Dezember 2020 sei er jedoch überraschend auf „Abwege“ geraten. Er habe sich in der Corona-Zeit zum Ideologen entwickelt. Rhonheimer berief sich auf das Streitgespräch Karl-Heinz Paqués mit Kaiser. Besonders alarmierend fand er Kaisers Darstellung der MRNA-Impfung als Gentherapie. Demagogisch sei der Vergleich mit verbrecherischen medizinischen Experimente des NS-Regimes.

### Nachrufe
Hannah Lühmann (Die Welt) verglich am 26. Oktober 2023 in ihrem Nachruf auf den Helden einer Gegenwelt Kaisers Engagement mit dem von alternativen amerikanischen Medienstars wie Joe Rogan oder Jordan Peterson. Kaiser habe teils falsche Informationen verbreitet, etwa als er von der Corona-Impfung als „Gentherapie“ gesprochen habe. Er habe wohlwollend mit Leuten korrespondiert, die ihrerseits Verschwörungstheorien verbreitet hätten. Dabei nennt sie Daniele Ganser. Er sei jedoch so belesen gewesen, dass es schwer gewesen sei, ihn klar zuzuordnen.
War er der „Rezo des Liberalismus“, wie ihn ein befreundeter YouTuber einmal nannte? Der „Kopf des deutschen intellectual dark webs“? Kaisers Karriere im Internet ist auch eine Geschichte der Entfremdung zwischen den großen Medien und einem philosophischen Off-Superstar, wie Kaiser einer wurde. 
Thomas Crew kommentiert diesen Nachruf, den er als den bekanntesten bezeichnet, der geschrieben wurde, er enthalte die gesamte Palette an Klischees, die zunehmend mit fundamentaler Kritik an der vorherrschenden kulturellen Orthodoxie in Verbindung gebracht würden.
Konrad Lenz (Junge Freiheit) nannte ihn einen „wirklichen Philosophen“, von dem man das Philosophieren lernen könne.
Der der Neuen Rechten angehörige Martin Lichtmesz hob in Sezession hervor, im Gegensatz zu den meisten anderen Kritikern der Neuen Rechten sei Kaiser bereit gewesen, sich persönlich sachlichen Debatten zu stellen, etwa mit Martin Sellner. Anders als andere Alternative, sei er kein „Spendenabgreifer“ gewesen, „kein Jäger nach Klickzahlen, kein eitler Selbstdarsteller, kein seichter Schlagwortfabrikant, sondern ein vielseitig talentierter, aufrichtig an der Wahrheitsfindung interessierter, unkorrumpierbarer Geist.“

Die Tagespost resümierte Kaisers Wirken und stellte seine religiösen Überzeugungen dar, die er besaß, obwohl er aus der katholischen Kirche ausgetreten war:
Mit Jesus Christus wird die Gefahr einer diesseitigen Weltutopie sichtbar, wenn er sagt, Mein Reich ist nicht von dieser Welt’. Oder auch, Gebt dem Kaiser, was des Kaisers ist’. Das heißt: Versuche nicht, ein utopisches Weltbild hinzukriegen, sondern das Himmelreich in Dir.“

### Wissenschaftliche Einordnung
Thomas Crew (University of Warwick) untersuchte Kaiser 2024 in seiner Forschungsarbeit Technokratischer Totalitarismus: Gunnar Kaiser und der Dissidentendiskurs im Deutschland der Pandemie-Ära. Er verortete Kaiser im breiteren Kontext „europäischer Dissidenten“. Den Schwerpunkt Kaisers sieht Crew in seiner Kritik an der pseudoreligiösen Stellung der positivistischen Wissenschaft und der biopolitischen Technokratie. Ein Kernkonzept Kaisers sei die  „große Umkehrung“ im Wissen, Urteilen, Entscheiden und Handeln. Der neuen Kultur der Gewissheit anstelle einer Kultur des kritischen Zweifels entspreche erstens eine zunehmend intolerante Gesellschaft und die Umkehrung der Beweislast. Zweitens sieht Kaiser  eine „tragikomische, säkulare Wiederkehr der Erbsünde“ im Gewand des „Pandemieimperativs“ für den homo contaminans („Am besten wäre es, wenn wir uns alle so verhalten würden, als wären wir infiziert und wollten andere vor Ansteckung schützen“); Die dritte Umkehrung betrifft die Verkehrung des Akteurs Mensch in einen Diener des Apparats, nicht Politiker träfen Entscheidungen, sondern der Virus erzwinge sie. Viertens sehe Kaiser autoritäre oder paternalistische Beziehungen zwischen Staat und Bürgern, der infantilisierte passive Bürger gehorche und diene dem Staat, anstatt dass er in seiner Privatsphäre vor dessen Übergriffen geschützt sei.

### Biografie
Raymond Unger urteilt in seiner Biografie, die Beschäftigung mit  Kaiser sei in dreifacher Hinsicht lohnenswert: 
Zum einen bildet sich an seiner Figur die Polarisierung der Gesellschaft geradezu mustergültig ab. (…) Ein weiterer Grund liegt in der von Kaiser aufgeworfenen Frage, ob und inwieweit ein freiheitsliebendes Individuum in einer zunehmend totalitär werdenden Gesellschaft gesund bleiben kann. Sowie drittens seine Überlegung, was im Leben wirklich zählt angesichts eines gewissen und stets nahen Todes. 
Nach Ungers Einschätzung hat sich eine Kernfrage der Philosophie an Kaiser deutlicher als bei anderen kristallisiert: „Bewahrung der persönlichen Integrität im Zuge der Massenbildung – im Gewahrwerden der eigenen Endlichkeit. Mit allem, was er tat, sagte und schrieb, formulierte Gunnar Kaiser einen großen Charaktertest, den er am Ende mit Bravour bestand.“

## Veröffentlichungen
Sachbücher
- Mit Florian Radvan: Ödön von Horváth: Geschichten aus dem Wienerwald Teil: Kopiervorlagen und Module für Unterrichtssequenzen  hrsg. von Dieter Wrobel, R. Oldenbourg-Verlag 2010. ISBN 978-3-637-01061-1[52]
- Der Kult: Über die Viralität des Bösen. Rubikon 2022. ISBN 978-3-96789-028-0[53]
- Die Ethik des Impfens. Über die Wiedergewinnung der Mündigkeit. Europa Verlag 2022. ISBN 978-3-95890-504-7
- Als Herausgeber: Wie konnte es nur so weit kommen? Mit einem Nachwort von Giorgio Agamben: Es geht darum, ob man überhaupt leben darf, wo doch das Leben lebensgefährlich ist. Originalbeiträge von Isabel Danger, Julian Fischer, Michael Freuding, Mirko Große-Bordewick, Alexandra Horn, Felix Hornstein, Franz Kaspar Krönig, Alexander Mohr und Sebastian Keuth, Manuel Pachurka, Elias Rockword, F.S., Gabriel Schnizler, Frauke Steffens, Diana Uphues-Janning – und Gunnar Kaiser. Sodenkamp & Lenz Verlagshaus, 14. Dezember 2021, ISBN 978-3-9822745-3-9
- Die Abschaffung des Menschen: Wie das Metaversum uns überflüssig macht. Europa Verlag, 4. Januar 2024. ISBN 978-3-95890-516-0

Belletristik
- vernünftige Zahlen Verlag (Eigenverlag), Köln 2013 ISBN 978-1-4928-8807-9[54]
- Unter der Haut. Piper Verlag 2019. ISBN 978-3-492-23856-4
  - Französische Übersetzung: Dans la peau, traduit de l’allemand par Yasmin Hoffman, Fayard, 2020. ISBN 978-2-213-71167-6

Beiträge
- Der Gottesmann. In: Moral. Hrsg. von Jens Neuling. VirPriV Verlag, Bad Oeynhausen 2001.
- Später, nachts. In: Wandler, Zeitschrift für Literatur, Nr. 25. Ligatur e. V., Vaihingen 2000.
- Paperback Writer. In: netzgeschichten 5. Hrsg. von Sven Trautwein. yedermann Verlag, Riemerling 2003.
- Der Brief. In: Ein Gast von Nebenan, Allitera Verlag, München 2003

## Sekundärliteratur
- Raymond Unger: Habe ich genug getan? In memoriam Gunnar Kaiser. Europa Verlag, München 2024, ISBN 978-3-95890-623-5
- Thomas Crew: Technokratischer Totalitarismus: Gunnar Kaiser und der Dissidentendiskurs im Deutschland der Pandemie-Ära. Journal of European Studies 2024, Band 54 (1), S. 110–131. https://doi.org/10.1177/00472441241232671 (Originalarbeit veröffentlicht 2024)